# Carnassa
La carnassa, carnera, carnosa, figuera infernal, herba del diable, herba pudenta, col del dimoni o col de moro (Pastinaca lucida) és una espècie vegetal del gènere Pastinaca que només es troba a Mallorca i a Menorca. A Menorca es troba en terrenys molt hostils, sobretot al nord, on la tramuntana bufa molt forta, prop de la mar. Les plantes fan entre 30 i 150 centímetres de grandària. Les seves fulles contenen elements verinosos que poden irritar la pell.

## Hàbitat
És una planta de muntanya de zones pedregoses i marges de camins. Viu en zones amb poca cobertura arbustiva.

## Característiques
Es tracta d'una umbel·lífera endèmica de Mallorca i Menorca. Les seves fulles són força grans, aspres al tacte, generalment dividides en grans lòbuls i amb nervis de color blanc que destaquen sobre el verd fosc de la resta de la fulla. Forma unes inflorescències altes amb flors de color groc verdós. Aquesta planta provoca irritacions a la pell molt molestes en tocar-la. Floreix del mes de maig fins a juliol.